# Leichtathletik-Weltmeisterschaften 2022/Teilnehmer (Fidschi)
| Gelbes Symbol für Goldmedaillen mit stilisierten Olympischen Ringen | Graues Symbol für Silbermedaillen mit stilisierten Olympischen Ringen | Braundes Symbol für Bronzemedaillen mit stilisierten Olympischen Ringen |
| ------------------------------------------------------------------- | --------------------------------------------------------------------- | ----------------------------------------------------------------------- |
| ––                                                                  | –                                                                     | —                                                                       |

Der Leichtathletikverband von Fidschi hat für die Leichtathletik-Weltmeisterschaften 2022 in Oregon einen Sportler gemeldet.

## Ergebnisse

### Männer

#### Laufdisziplinen
| Athlet             | Disziplin | Qualifikation | Qualifikation | Vorlauf | Vorlauf | Halbfinale | Halbfinale | Finale | Finale |
| Athlet             | Disziplin | Zeit          | Platz         | Zeit    | Platz   | Zeit       | Platz      | Zeit   | Platz  |
| ------------------ | --------- | ------------- | ------------- | ------- | ------- | ---------- | ---------- | ------ | ------ |
| Banuve Tabakaucoro | 100 m     | DQ            | DQ            | DNQ     | DNQ     | –          | –          | –      | –      |